# Леонтіон
Леонтіон, Леонтія  (грец. Λεόντιον, лат. Leontium; померла бл. 300 р. до н. е.) - давньогрецька жінка-філософ, що представляла епікурейський напрямок. Коли Епікур створив свою школу в Афінах у 306 році до н. е., він одразу почав приймати до неї жінок. Леонтія, будучи гетерою в Афінах, поповнила ряди школи і стала ученицею і подругою Епікура, а також коханою наложницею Метродора. Правда, в інших версіях вона була коханою самого Епікура та найчастішим адресатом його листів . Так, наприклад, Діоген Лаертський наводить цитату з листа Епікура до Леонтії .
З філософської діяльності Леонтії ми знаємо, що вона написала спеціальний твір проти Теофраста, наступника Арістотеля в 323 р. до н. е. у школі перипатетиків. Згідно з Цицероном, це був дотепний твір, написаний в атичному стилі . За свідченням Плінія Старшого, художник Арістид Молодший написав портрет «Леонтія Епікура», а Теор - «Леонтія Епікура у роздумах». Джованні Боккаччо включив Леонтію до свого трактату «Про знаменитих жінок».